# 佐敦谷水塘

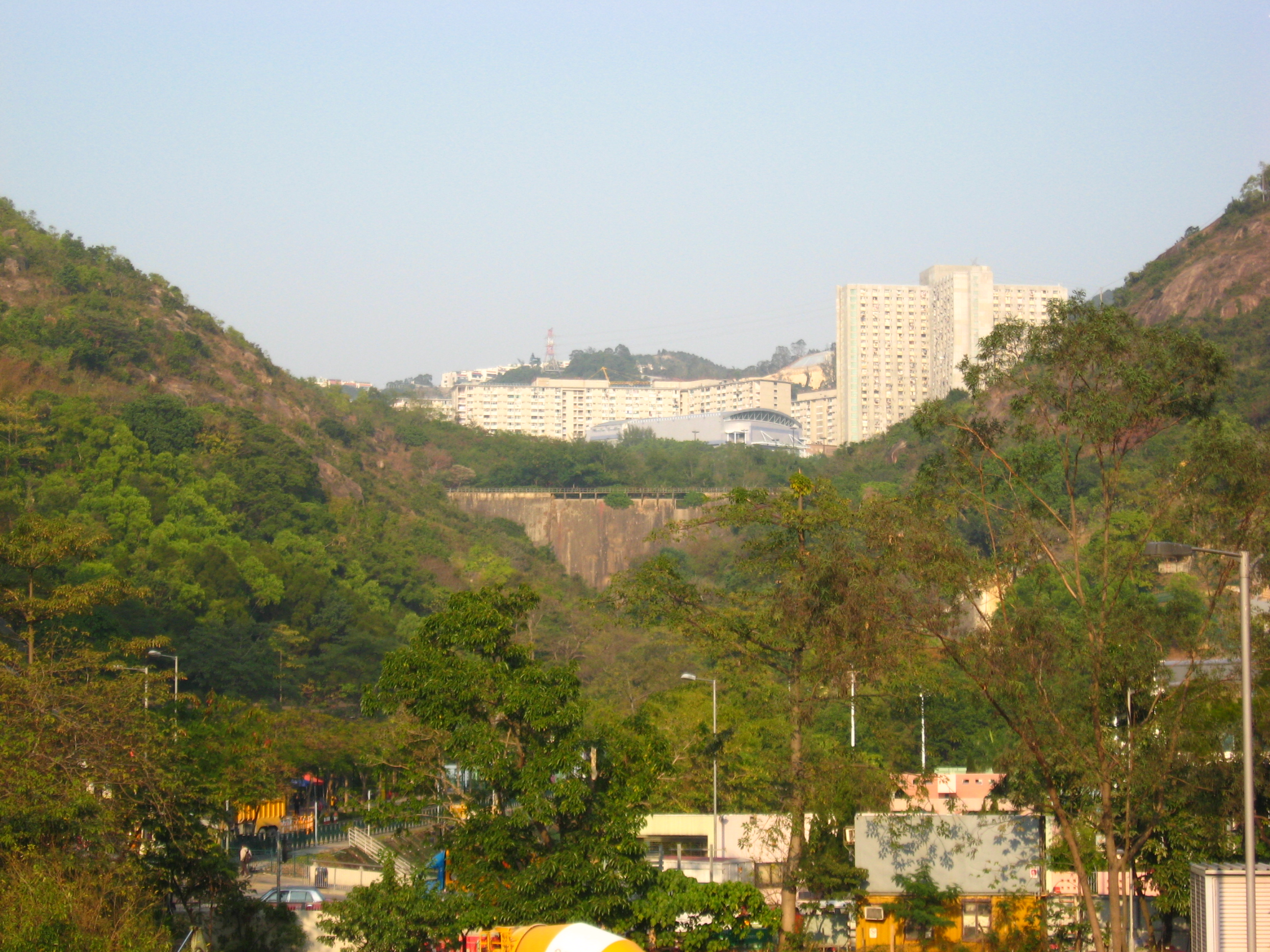
佐敦谷水塘剩餘之主壩

佐敦谷水塘是香港九龍觀塘區一個已被填平的水塘，位於佐敦谷近四順區。此水塘據香港水務署有關方面指出是於1958年建議興建，並於1960年建成，用作儲存海水以作供應觀塘區及四順區沖廁水，總儲水量約為236400立方米（依1950年至60年代的官方文件則約5400萬加侖）。水塘於1980年代初被填平，現址為前佐敦谷堆填區，並已開發建成佐敦谷公園，但區內同時有「佐敦谷海水配水庫」以及污水處理設施，而在水壩以下亦建有沈雲山海水抽水站及沈雲山食水抽水站（重建中）。

## 規格
根據香港水務署公共關係組所提供的資料，佐敦谷水塘的容積約為236400立方米，而根據1950至60年代的官方文件（如編號為W.W.O. 6 / 1617 / 59的水務署文件）、草圖及地圖則約為5400萬加侖。另外，佐敦谷水塘的主壩高度約為29公尺，闊度約85至90米左右。

## 歷史
關於佐敦谷水塘的歷史資料相當缺乏。香港政府檔案處所提供的資料中，檔案編號為L.S.O. 5202 / 57的政府文件提議，研究於殖民地供水系統（Colony's Waterworks）能夠完全伸展至東九龍之前，使用當時已存在於清水灣道以下的一個水塘提供牛頭角一帶沖廁用水。如果此政府檔案中的「已存在於清水灣道以下的一個水塘」是佐敦谷水塘的話，則會與1960年佐敦谷水塘被建成之說矛盾。

### 建造背景
現存的政府檔案中，佐敦谷水塘是在香港政府檔案處的水務署案卷《佐敦谷海水抽水站》（《Jordan Valley Salt Water Pumping Station》，編號HKRS287-1-652）中首次被提及。當時香港九龍之觀塘區及九龍灣區要進行填海工程，而位於觀塘區的海水抽水站將要因應未來的填海、城市規劃以及供水問題而搬遷，計劃內容包括將當時已有之觀塘區之海水抽水站遷至未來的近海旁一帶。當時考慮之海水抽水站新地點包括偉業街一帶、以及海濱道及勵業街交界處一帶，而工程所涉及的經費根據檔案集中的文件所述估計約為港幣九十萬元。對於選址以及經費來源，水務署曾有多番的討論。
觀塘區的海水抽水站要搬遷的同時，香港水務署同時計劃於區內建設兩個供應鹹水的配水庫，分別位於佐敦谷的北部以及近秀茂坪道的谷地——前者即為日後的佐敦谷水塘，而後者則為日後的馬游塘水塘，而兩個水塘皆於1980年代左右先後被填平。
佐敦谷水塘的主壩於1958年計劃建造，其位置之草圖於1958年6月30日由M.S. Wong繪出，草圖之標題為「HONG KONG WATER WORKS – PROPOSED STORAGE RESERVOIRS FOR FLUSHING SUPPLY AT JORDAN VALLEY & KUN TONG」，圖則之編號為W.3156。該草圖同時繪有觀塘區新海水抽水站之預定位置，擬建之馬游塘水塘之主壩位置以及兩個水塘於觀塘區內的位置。而該圖亦提出在佐敦谷水塘的主壩未建成之前，該址原有一條被繪者稱為「RIVER JORDAN」的河流或溪澗流過。

### 完工及啟用
根據香港水務署公共關係組所提供的資料，佐敦谷水塘的主壩於1960年完工，據工商晚報報導，水塘定於1961年8月份啟用，以貯放雨水，並同時用抽水機輸入海水，專供官塘工業區的工廠使用，存量約為5千萬加侖，而根據編號為W.W.O. 4503/63的水務署檔案，水務署將會「……試行於佐敦谷及馬游塘的兩個配水庫完全注滿水並試行對當中的儲水加以處理及輸出供應……」。其實除了有山下的觀塘區的海水抽水站抽出海水輸至山上的佐敦谷水塘外，根據1969年出版的香港地圖，佐敦谷水塘的周圍共有三條溪流注水至水塘。
其後，佐敦谷水塘一直為山下的牛頭角社區及觀塘社區提供廁所沖廁用水，包括佐敦谷南面的佐敦谷邨以及淘化大同工廠。而網上傳言佐敦谷水塘供應食水予山上石礦場、山下木屋區及工廠一說，則未有相關的資料證實。
除了作為供應廁所沖廁用水外，香港水務署亦於1962年6月計劃於同年之七月開始於佐敦谷東面之沈雲山建築兩個配水庫，一個供應食水，儲水量共6百萬加侖，另一個則為儲水量50萬加侖的海水配水庫。兩個配水庫用作供應食水及沖廁用水予觀塘、牛頭角及當時發展中的清水灣道一帶。而有關沈雲山之食水配水庫之資料，於香港政府檔案處名為《九龍供水計劃》之案卷（《KOWLOON WATER SUPPLY SCHEME》編號：HKRS 287-1-586）亦有提及，起初作為接收來自新界的水塘的食水予觀塘使用。沈雲山同時被觀塘區的街坊稱之為「水塘山」，其名亦可能由於此配水庫之建成。據該文件所述，此兩項水務設施於施工後兩年內竣工。
由於佐敦谷水塘的主壩下有一石澗（通稱為佐敦谷石澗），於水塘未被填平之前常有小孩前往嬉水，以致多番發生意外，例如於1961年9月8日9歲男童李興在水塘嬉水時失蹤，消防人員出動搜索後並無所獲；另於1963年11月24日，11歲潘姓男童戲水遇溺，屍體翌日浮起並被發現。此石澗會流至山下日後是淘大花園一帶的佐敦谷渠。

### 改變用途
面積達2.6公頃的佐敦谷水塘於1980年代初被水務署荒廢，由於沒有其它部門接手，以致污水滿溢，養蚊為患，四顺建成公共屋邨後被下令填平，佐敦谷北面一帶成為了日後的佐敦谷堆填區，但其後區內居民不斷投訴蚊蟲大量滋生，才發現水塘根本並未被填平而成為一個水坑，直至1985年才被完全填平，成為佐敦谷垃圾堆填區一部份。
現址在開發成為佐敦谷公園前，除了佐敦谷水塘的主壩外，已經很難再找到昔日水塘設施的痕跡，而位於沈雲山的配水庫之頂部則為一緩跑徑。不過於順利及淘大花園一帶依然有小徑可以前往佐敦谷水塘的主壩，每天早上可以見到長者及晨運客走上谷中的水壩上做早操。而前佐敦谷堆填區雖然有告示指明不可進入，但仍間中有居民尋得小路進入區內蹓狗及放模型飛機等。

## 傳言
在網上有不少傳言指出佐敦谷水塘前身乃是日軍侵華時的亂葬崗，或是當年七號墳場的所在地，用作安葬均益貨倉大火中無人認領之死者遺骸。而後者之說法亦有兩個版本，分別為「骸骨於四順建設時被起出」及「骸骨盡埋於佐敦谷水塘之下」兩種說法。參照前述水務局圖則（編號為W.3156），於圖中左下角的佐敦谷水塘主壩計劃圖中，有一條將會在完工後被水塘淹沒的路徑。根據六十年代後期的觀塘區地圖，此小路由清水灣道德望學校的對面開出，一直向南伸展穿過了當時仍然是耕地的四順區前身，而在計劃圖中小路一直伸到水塘中心，而圖中更加有「CEMETERY ROAD」的字樣標明。根據地政署一九四九年航拍照，佐敦谷水塘確實有一部份是當年七號墳場所在地。上面提到的「CEMETERY ROAD」亦早於一九四九年己建成。。

## 前往方法

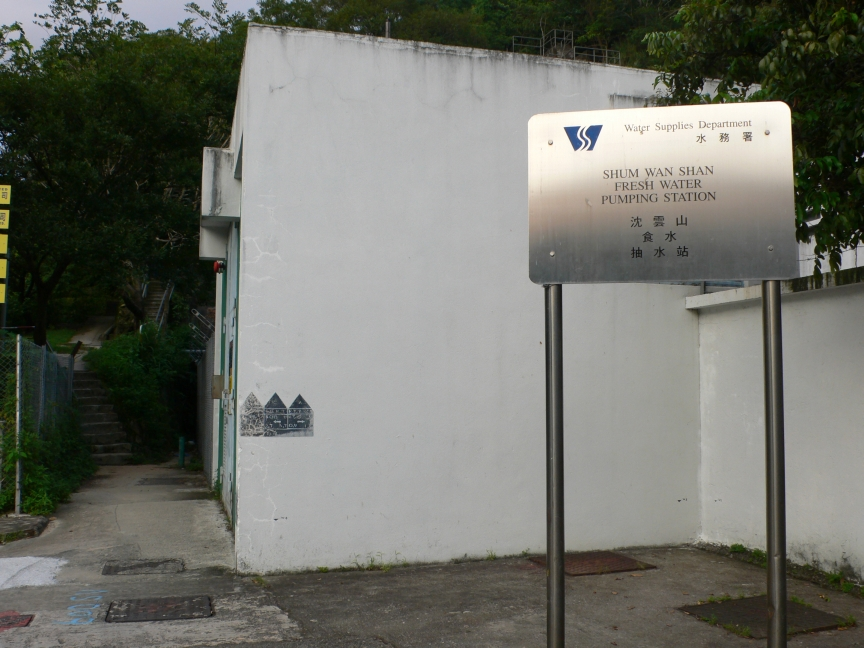
沈雲山食水抽水站舊貌，沿小徑可走上佐敦谷水塘主壩

可先前往淘大花園，沿佐敦谷明渠走至佐敦谷之山腳，到達沈雲山食水抽水站時走山路上山便可到達佐敦谷水塘的主壩。此外，遊客必須提防流浪狗隻。水塘現址仍屬修復中的堆填區範圍，公眾不可進入。。水塘現址西北面則已開發為佐敦谷公園，並於2010年9月份開始啟用。

## 圖片集

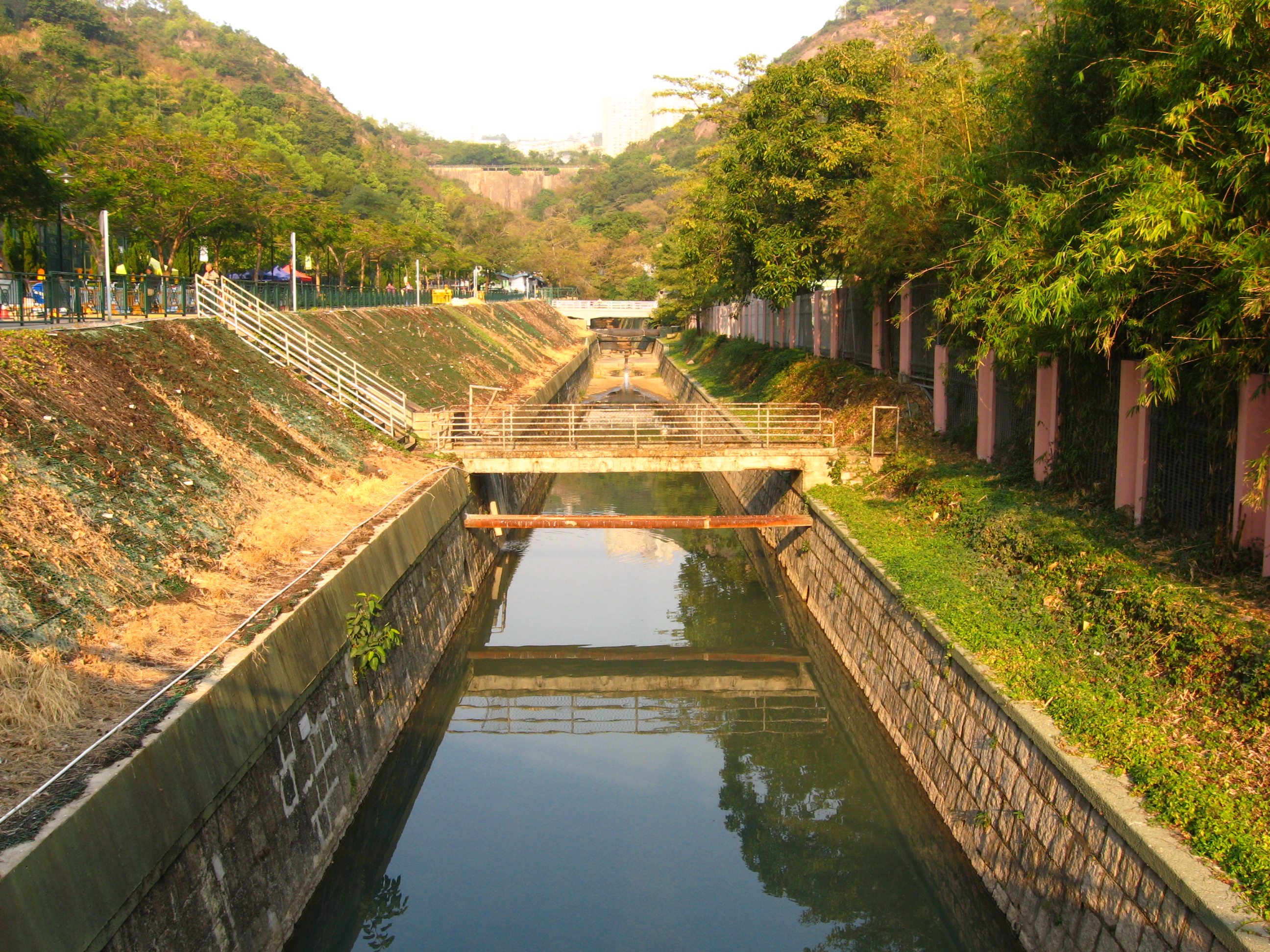
佐敦谷明渠望上佐敦谷水塘之主壩
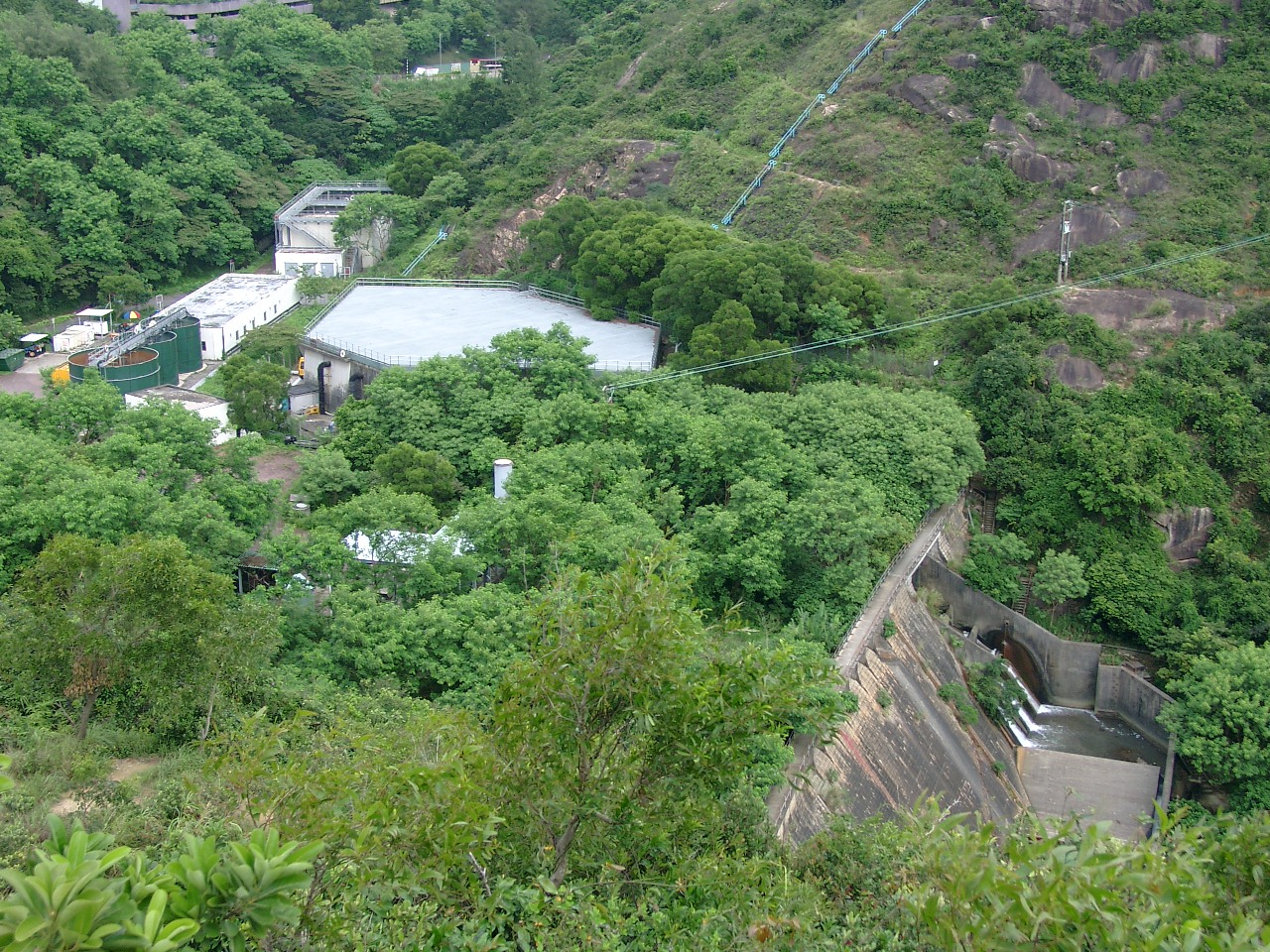
上佐敦谷的污水處理設施、海水配水庫和水壩
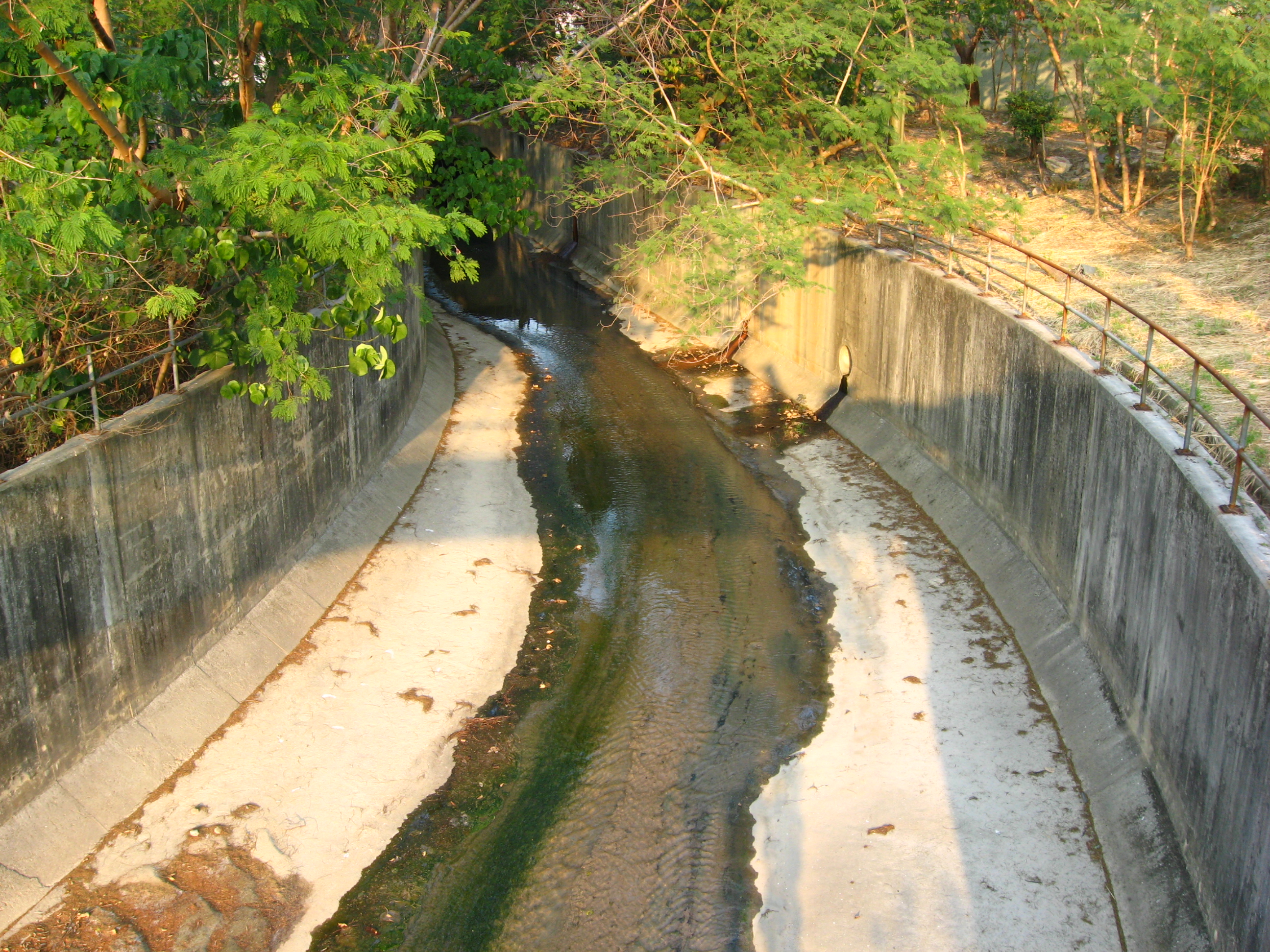
佐敦谷水塘後的導流渠

## 外部連結
- 佐敦谷水塘主壩位置 －利用Google Maps
- 佐敦谷水塘主壩位置 －利用Google Earth(KMZ FIle)
- 香港行山資訊站關於佐敦谷的討論（页面存档备份，存于）
- 香港地方 - 香港水塘 (一) 香港九龍（页面存档备份，存于）
- 香港地方 –佐敦谷水塘（页面存档备份，存于）
- 遠足@佐敦谷 之 三
- 第二屆觀塘區議會第7次全會會議記錄
- hkitalk.net - 佐敦谷水塘及馬游塘水塘大壩